# 赖姆林根
赖姆林根是德国巴伐利亚州的一个市镇。总面积9.54平方公里，总人口1340人，其中男性706人，女性634人（2011年12月31日），人口密度140人/平方公里。